# Aeropuerto de Reikiavik
El Aeropuerto de Reikiavik (en islandés: Reykjavíkurflugvöllur) (IATA: RKV, OACI: BIRK) es el aeropuerto que cubre los vuelos nacionales de la ciudad de Reikiavik. Se encuentra a 2 km del centro de la ciudad. Posee pistas cortas que normalmente solo se utilizan para vuelos con destino a Islandia, Groenlandia o las islas Feroe, y también vuelos chárter internacionales o vuelos privados. Los restantes vuelos internacionales operan en el Aeropuerto Internacional de Keflavík, que se encuentra a 50 km de la ciudad.

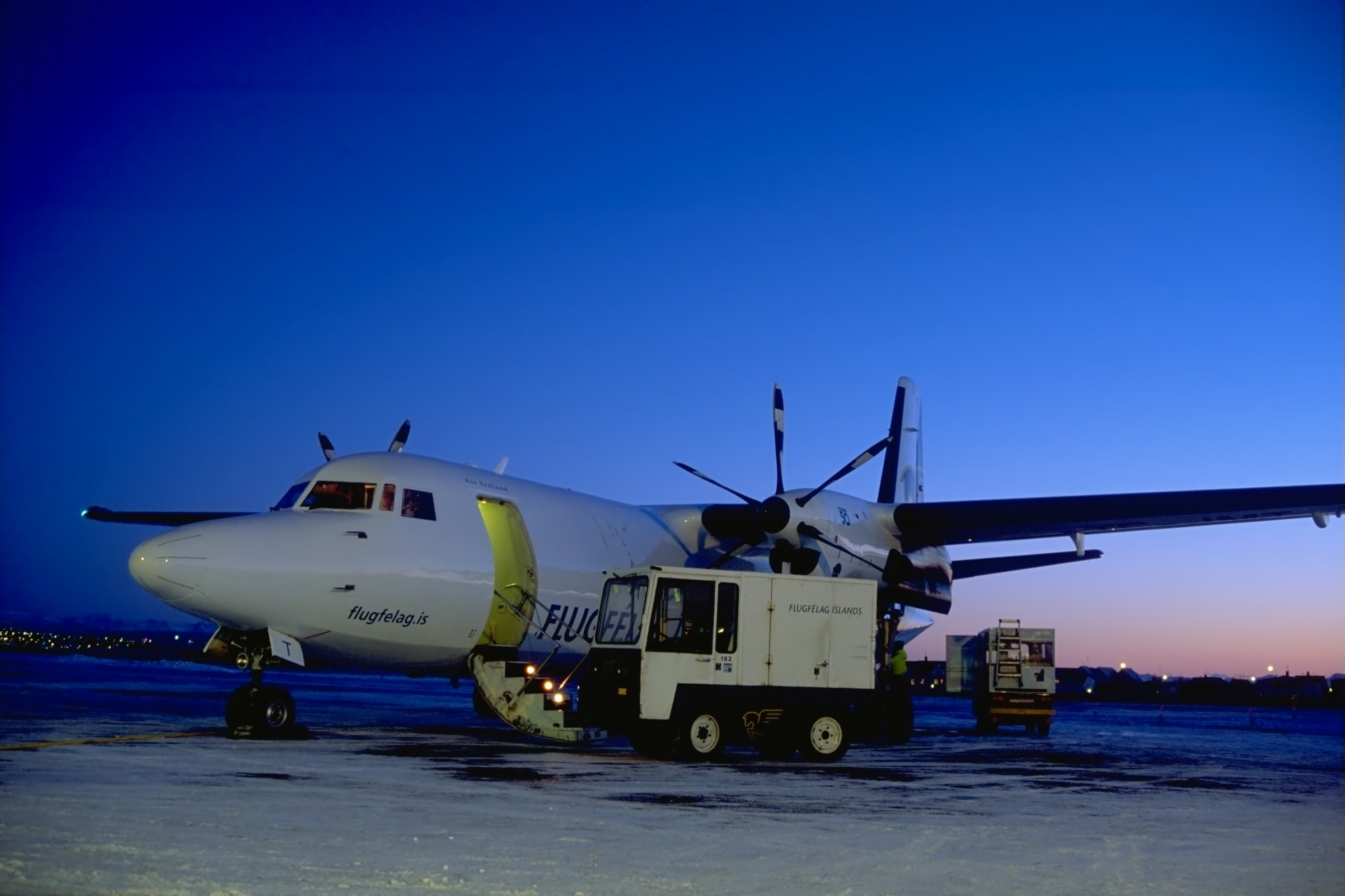
Fokker F50 de la compañía Air Iceland en el aeropuerto de Reikiavik.

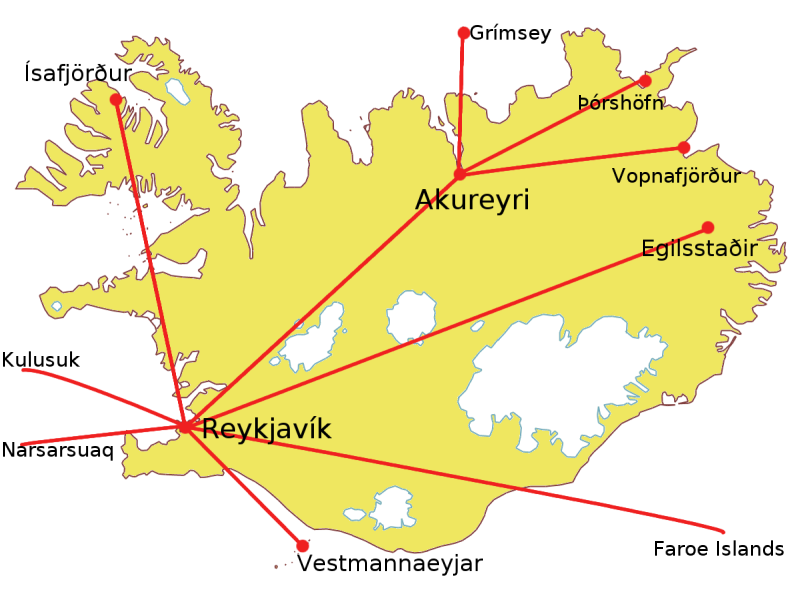
Destinos de la compañía Air Iceland desde este aeropuerto.

En ocasiones la compañía Sterling Airlines operaba vuelos a Dinamarca desde este aeropuerto hasta su quiebra en 2008, y cuando las condiciones atmosféricas no son buenas en el Aeropuerto Internacional de Keflavík, aviones como el Boeing 757 y modelos más pequeños son desviados hacia aquí.
El Aeropuerto de Reikiavik es el principal hub de las compañías islandesas Air Iceland y Eagle Air. 

## Futuro
Reikiavik ha crecido alrededor del aeropuerto, que ahora se encuentra en la parte oeste de la ciudad. Esto se ha convertido en un problema al ocupar un valioso espacio dentro de la misma, además de ocasionar problemas de ruido y de seguridad.
Por otro lado, esta situación céntrica es el motivo por el que mucha gente quiere conservarlo, pues es un enlace vital entre la capital y el resto de regiones dispersamente pobladas del país.
Actualmente existe un debate sobre el futuro del aeropuerto, con tres opciones principales: mantener el aeropuerto donde está, construir uno nuevo en el área metropolitana de Reikiavik o cerrarlo trasladando los vuelos al Aeropuerto Internacional de Keflavík. La primera opción hace imposible el aprovechamiento del espacio urbano, la segunda es la solución más cara y la tercera afectaría negativamente al servicio de vuelos nacionales, reduciendo el acceso a las instituciones de la capital como los hospitales, aunque mejoraría las conexiones entre Islandia y el resto del mundo.

## Aerolíneas y destinos

### Aerolíneas
- Air Artic : Sauðárkrókur
- Air Iceland: Akureyri, Egilsstaðir, Ísafjörður, Kulusuk, Narsarsuaq, Nuuk, Vágar y Vestmannaeyjar.
- Atlantic Airways: Narsarsuaq y Vágar.
- Eagle Air: Bíldudalur, Gjögur, Sauðárkrókur y Höfn.

Además, Mýflug air realiza vuelos ambulancia y chárter desde este aeropuerto.

### Destinos

#### Nacionales (Islandia)
- Akureyri
- Egilsstaðir
- Sauðárkrókur
- Höfn
- Bíldudalur
- Heiamey
- Ísafjörður
- Gjögur

#### Internacionales

##### Groenlandia
- Kulusuk
- Narsarsuaq
- Nuuk

##### Islas Feroe
- Vágar

## Estadísticas
Ver fuente y consulta Wikidata.
pasajerosAño0100.000200.000300.000400.000500.00020032007201120152019PasajerosNúmero de pasajeros